# Mariusz Słupiński
Mariusz Słupiński (ur. 16 marca 1972 w Łodzi) – polski aktor filmowy i teatralny.
Ukończył studia na Wydziale Aktorskim PWSFTviT w Łodzi (1998 rok). Występuje w Teatrze im. Stefana Jaracza w Łodzi (w latach 1998–2004 i ponownie od 2007) i w Teatrze Studio w Warszawie (od 2004 roku).

## Filmografia
- 2000: Egoiści − jako Wacek
- 2000: Człowiek wózków − jako pielęgniarz
- 2001: Zostać miss − jako Radek (odc. 5)
- 2002–2005: Plebania − jako policjant Arek (odc. 218); Grzesiek (odc. 573)
- 2003–2005: Sprawa na dziś − jako Roman
- od 2008: Na Wspólnej − jako komisarz Sławomir Dziedzic
- 2006−2007: Królowie śródmieścia − jako policjant Andrzej Andrzejewski (odc. 5, 12 i 13)
- 2007: Odwróceni − jako pan Wacek (odc. 12)
- 2007: M jak miłość − jako policjant (odc. 475)
- 2007: Lekcje pana Kuki − jako sołdat spod Stalingradu
- 2007: Benek − jako mężczyzna w pralni
- 2008: Trzeci oficer − jako Jarosław Łojewski „Zajobek” (odc. 2, 3 i 6)
- 2008: Kochaj i tańcz − jako Tomek, brat Wojtka
- 2008: Pitbull − jako policjant (odc. 28)
- 2008-2013: Czas honoru − jako Dziuba, więzień Pawiaka (odc. 6-13); bosman Wawrzyniak (odc. 69)
- 2009: Miasto z morza − jako Seweryn
- 2009: Miasto z morza − jako Seweryn
- 2009: Zero − jako policjant
- 2009: 39 i pół − jako pośrednik (odc. 31)
- 2010: Różyczka
- 2010: Optymista − jako trener Jarecki
- 2010−2012: Ojciec Mateusz − jako weterynarz (odc. 61); Tomasz Haczyk (odc. 103)
- 2010: Weselna polka − jako Przemek
- 2011: Układ warszawski − jako starszy aspirant Kubicki (odc. 3)
- 2011: Komisarz Alex − jako Jarosław Dębiec, właściciel sklepu (odc. 3)
- 2014: Przyjaciółki − jako Sławek, konkubent Andżeliki (odc. 39)
- 2014: Prawo Agaty − jako Sebastian Klich (odc. 74)
- 2014 Obywatel jako statysta na planie filmowym Sobieski pod Wiedniem
- 2014: Miasto 44 – obsada aktorska
- 2015: Sprawiedliwy jako granatowy policjant
- 2015: Rodzinka.pl jako ksiądz Wojciech Szymański (odc.165)
- 2015: Powiedz tak! jako florysta (odc.2)
- 2015: O mnie się nie martw jako Janusz (odc.16)
- 2015: Komisarz Alex jako listonosz Bobrowicz (odc.88)
- 2015: Exit (etiuda szkolna) jako pracownik kliniki
- 2016: Wołyń jako mały
- 2016: Powidoki – UB-ek
- 2016: Niewinna jako szef komendy policji
- 2017: Wojenne dziewczyny jako volksdeutsch A. Somerski vel Sommer
- 2017: Druga szansa jako ochroniarz (odc.6)
- 2017: Belfer jako Marek Reiss, ojciec Magdy (odc.1-3)
- 2017: Ultraviolet jako Nogaś (odc.3)